# Chiesa dei Santi Filippo e Giacomo (Prato Carnico)
La chiesa dei Santi Filippo e Giacomo è la parrocchiale di Pesariis, frazione di Prato Carnico, in provincia e arcidiocesi di Udine; fa parte della forania della Montagna.

## Storia
La prima citazione che attesta l'esistenza di una cappella a Pesariis risale al 1348; questo edificio venne decorato nel 1505 da Gianfrancesco da Tolmezzo mediante la realizzazione di affreschi.
Il 17 maggio 1615 venne concesso il permesso di ingrandire la struttura e di realizzare un portico.
L'evento sismico del 1700 procurò delle lesioni alla torre campanaria, la quale, durante la demolizione, cadde sulla chiesa distruggendola.
La parrocchiale fu ricostruita a partire dal 1711 e consacrata nel 1736.
La prima pietra della nuova chiesa venne posta il 15 aprile 1861; l'edificio, disegnato da Girolamo D'Aronco, fu consacrato dall'arcivescovo di Udine Andrea Casasola il 28 settembre 1872.
Negli anni ottanta si procedette ad adeguare la parrocchiale alle norme postconciliari con la rimozione delle balaustre e l'aggiunta dell'altare rivolto verso l'assemblea; la chiesa venne poi ristrutturata tra il 2013 e il 2014.

## Descrizione

### Esterno

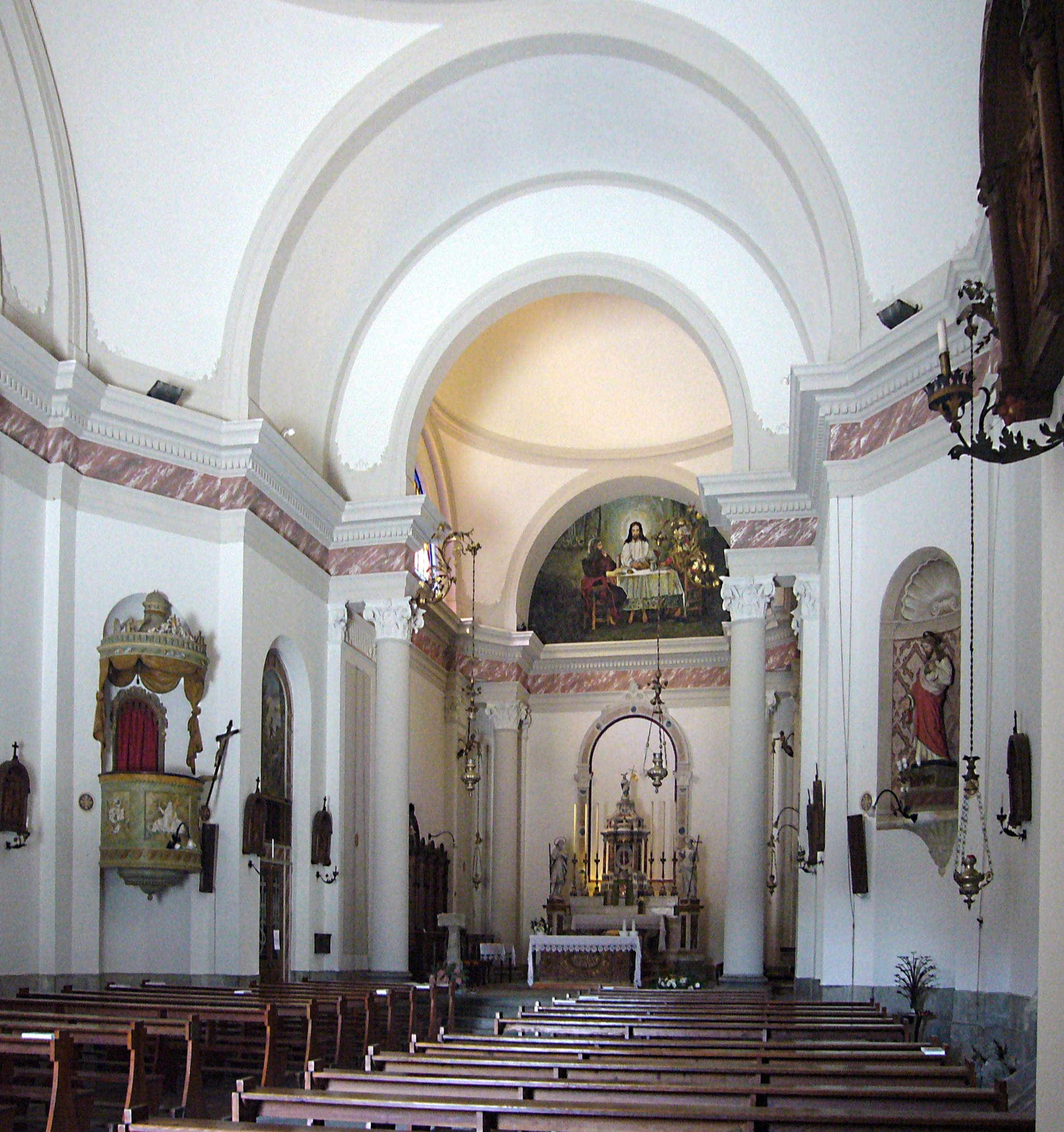
L'interno

La facciata a capanna della chiesa, rivolta a levante e coronata dal timpano, si compone di tre parti, di cui la centrale, caratterizzata dal portale d'ingresso e da una trifora murata, leggermente rientrante; le ali laterali presentano invece delle specchiature.
Vicino alla parrocchiale si erge su un alto basamento a scarpa il campanile a pianta quadrata; la cella presenta su ogni lato una monofora ed è coronata dalla cupola a cipolla poggiante sul tamburo a base ottagonale.

### Interno
L'interno dell'edificio si compone di un'unica navata, sulla quale si affacciano le cappelle laterali, introdotte da ampi archi a tutto sesto, e le cui pareti sono scandite da paraste sorreggenti la trabeazione modanata e aggettante sopra la quale si imposta la volta a botte; al termine dell'aula si sviluppa il presbiterio, introdotto da una serliana e rialzato di alcuni gradini.